# احضار ارواح (فیلم ۱۸۹۹)
احضار ارواح (به انگلیسی: Summoning the Spirits) فیلمی در ژانر صامت به کارگردانی ژرژ ملی‌یس است که در سال ۱۸۹۹ منتشر شد. از بازیگران آن می‌توان به ژرژ ملی‌یس اشاره کرد.